# Nord-Aurdal
Nord-Aurdal ist eine Kommune im norwegischen Fylke Innlandet. Die Kommune hat 6455 Einwohner (Stand: 1. Januar 2025). Verwaltungssitz ist die Stadt Fagernes.

## Geografie

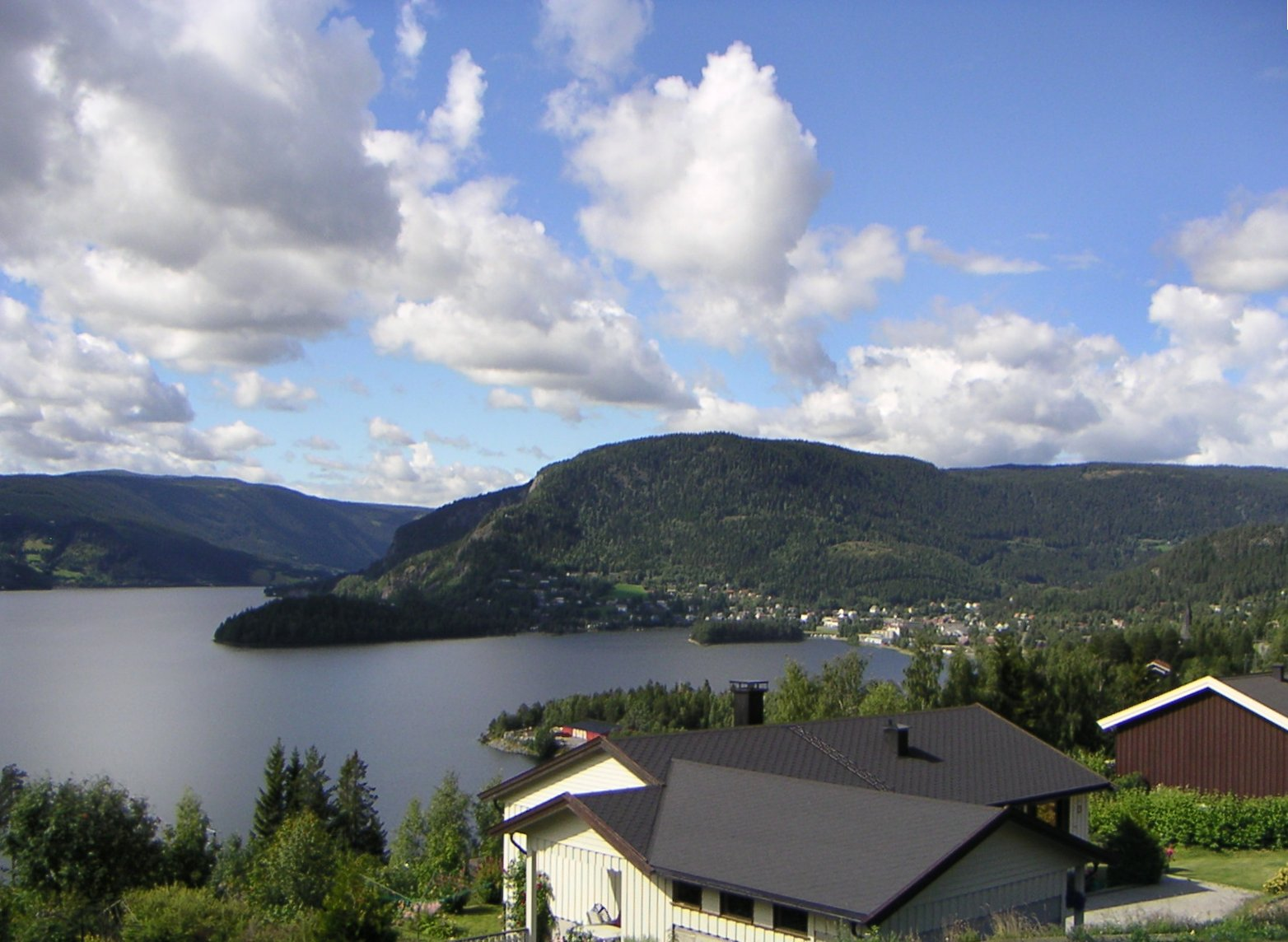
Blick auf Fagernes

Die Gemeinde liegt in der Landschaft Valdres im Westen des Fylkes Innlandet. Nord-Aurdal grenzt an Vestre Slidre und Øystre Slidre im Nordwesten, Gausdal und Nordre Land im Nordosten, Etnedal im Osten, Sør-Aurdal im Süden sowie Gol und Hemsedal im Südwesten. Die Grenze zu Hemsedal und Gol stellt dabei auch die Grenze zwischen den Fylkern Innlandet und Buskerud dar.
Im Zentrum der Gemeinde liegt der See Strondafjorden. An dessen Westufer liegt die Stadt Fagernes. Richtung Südosten fließt der Fluss Begna ab. Weiter im Osten der Gemeinde fließt auch die Etna durch das Gebiet. An der Westgrenze der Kommune liegt der See Tisleifjorden. Sowohl im Westen als auch im Nordosten der Gemeinde befinden sich größere Moorflächen. Die Erhebung Djuptjernkampen auf der Grenze zu Nordre Land und Gausdal stellt mit einer Höhe von 1325,04 moh. den höchsten Punkt der Kommune Nord-Aurdal dar.

## Einwohner
Die Bevölkerung lebt vor allem im Haupttal entlang der Begna verteilt. In der Gemeinde liegen mehrere sogenannte Tettsteder, also mehrere Ansiedlungen, die für statistische Zwecke als eine städtische Siedlung gewertet werden. Diese sind Fagernes mit 1983, Leira mit 944 und Aurdal mit 674 Einwohnern (Stand: 1. Januar 2024). Fagernes und Leira liegen beide am Ufer des Sees Strondafjorden, Aurdal etwas weiter südlich.
Die Einwohner der Gemeinde werden Nordaurdøl genannt. Nord-Aurdal hat wie viele andere Kommunen der Provinz Innlandet weder Nynorsk noch Bokmål als offizielle Sprachform, sondern ist in dieser Frage neutral.
| Jahr          | 1986 | 1990 | 1995 | 2000 | 2005 | 2010 | 2015 | 2020 | 2025 |
| ------------- | ---- | ---- | ---- | ---- | ---- | ---- | ---- | ---- | ---- |
| Einwohnerzahl | 6560 | 6573 | 6552 | 6560 | 6442 | 6415 | 6466 | 6413 | 6455 |

## Geschichte

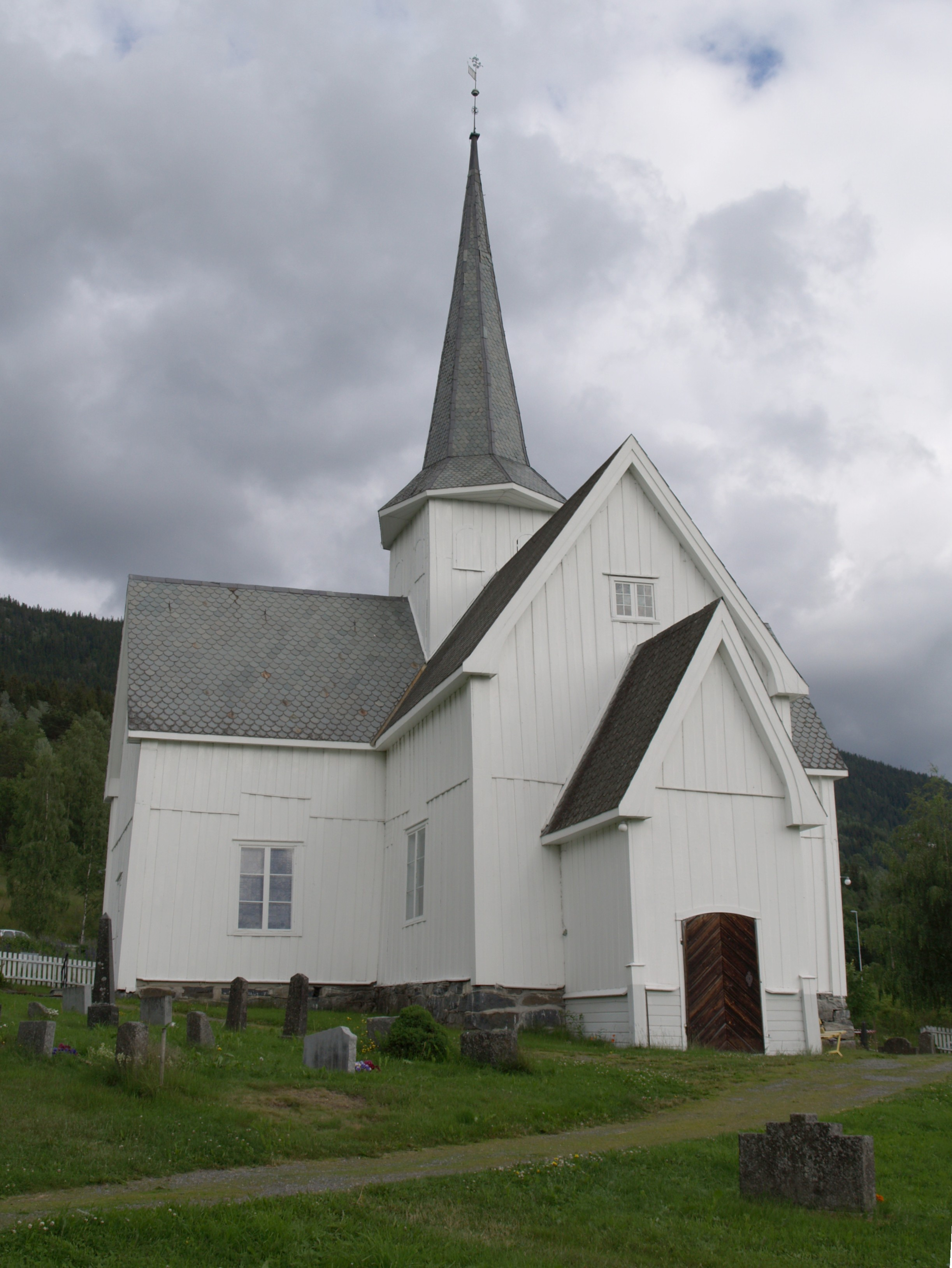
Kirche in Aurdal

Im Jahr 1894 wurde ein Teil von Nord-Aurdal abgespalten und mit einem Teil von Sør-Aurdal zur neu gegründeten Kommune Etnedal zusammengelegt. Dabei gingen 362 Einwohner von Nord-Aurdal nach Etnedal über. Zum 1. Januar 1979 wurde ein unbewohntes Gebiet von Etnedal an Nord-Aurdal überführt, am 1. Januar 1984 ging ein ebenfalls unbewohntes Gebiet von Sør-Aurdal an Nord-Aurdal über.
Bis zum 31. Dezember 2019 gehörte Nord-Aurdal der damaligen Provinz Oppland an. Sie ging im Zuge der Regionalreform in Norwegen in die zum 1. Januar 2020 neu geschaffene Provinz Innlandet über.
In Fagernes liegt das Valdres Folkemuseum. Dabei handelt es sich um ein Freilichtmuseum mit alten Gebäuden und Ausstellungen zu traditioneller Kleidung. Des Weiteren befinden sich in der Gemeinde mehrere Kirchen. Die Aurdal kirke ist eine Holzkirche mit kreuzförmigem Grundriss aus dem Jahr 1737. Aus der Zeit um 1250 stammt die Ulnes kyrkje.

## Wirtschaft und Infrastruktur

### Verkehr
Durch die Kommune führt östlich der Begna die Europastraße 16 (E16). Die Straße verbindet dabei auch die Orte Fagernes, Leira und Aurdal. Bei Fagernes zweigt von der E16 der Fylkesvei 51 in den Norden ab. Der Fylkesvei führt zudem in den Südwesten in die Kommune Gol. Etwas östlich von Fagernes befindet sich der Flughafen Fagernes, Leirin. Er wurde im Jahr 1987 eröffnet und wird von Avinor betrieben.

### Wirtschaft
Traditionell war in der Kommune vor allem die Land- und Forstwirtschaft von Bedeutung. Mit der Zeit vollzog die Gemeinde einen Wandel und wurde ein Dienstleistungszentrum für die Region. Dabei spielt auch der Tourismus eine größere Rolle. Typisch sind dabei touristische Aktivitäten in der Natur mit den umliegenden Bergen. Im Bereich der Landwirtschaft ist vor allem die Tierhaltung verbreitet, in der Industrie stellt die Lebensmittelherstellung einen größeren Zweig dar. Im Jahr 2020 arbeiteten von etwa 3300 Arbeitstätigen zirka 2600 in Nord-Aurdal selbst, der Rest verteilte sich vor allem auf umliegende Kommunen wie Vestre Slidre, Øystre Slidre und Sør-Aurdal.

## Name und Wappen
Das seit 1985 offizielle Wappen der Kommune zeigt drei blaue Blumen auf gelben Hintergrund. Bei den Blumen handelt es sich um Schnee-Enzian. Der Name „Nord-Aurdal“ setzt sich aus dem Bestandteil „Nord-“ und „Aurdal“ zusammen. Der Wortbestandteil „-dal“ bedeutet dabei „Tal“, die erste Silbe leitet sich vom Flussnamen „Aura“ ab.

## Persönlichkeiten
- Olav Meisdalshagen (1903–1959), Politiker
- Irene Johansen (* 1961), Politikerin
- Sylfest Glimsdal (* 1966), Biathlet
- Eldbjørg Hemsing (* 1990), Violinistin
- Ingebjørg Saglien Bråten (* 1999), Skispringerin